# Papa Benedetto I
Benedetto I, nato Benedetto Bonosio (Roma, 525 circa – Roma, 30 luglio 579), è stato il 62º Papa della Chiesa cattolica dal 2 giugno 575 alla sua morte.

## Storia
Benedetto Bonosio, figlio di tal Bonifacio, eletto con il nome di Benedetto I, fu il 62º papa della chiesa cattolica. Successe a Papa Giovanni III nell'agosto 574, ma dovette aspettare quasi undici mesi per la consacrazione, che poteva avvenire solo con la conferma dell'imperatore di Costantinopoli, a causa delle comunicazioni dissestate e a lungo ostacolate dai Longobardi accampati nei pressi di Roma. Egli occupò infatti lo scranno papale proprio durante le incursioni longobarde e durante la serie di piaghe e carestie che esse provocarono.
Riuscì comunque ad inviare una delegazione a Costantinopoli per chiedere aiuto all'imperatore Giustino II (565-578), ma ebbe scarso successo, perché le truppe mandate a Roma furono insufficienti per fronteggiare i Longobardi; ottenne però che l'imperatore mandasse dall'Egitto navi cariche di grano, ma il sollievo che esse portarono, per quanto grande, fu di breve durata.
Sotto l'aspetto pastorale fu eccezionalmente attivo, in quanto nominò ventuno vescovi; cercò d'essere in buoni rapporti col duca longobardo di Spoleto, finché poté esigere da lui la restituzione di certe proprietà terriere al monastero di San Marco, nei pressi di Roma.
Poche delle registrazioni storiche compiute fuori Roma, che ci aiutano a comprendere la storia del Papato, sopravvivono del regno di Benedetto, e ciò forse a causa della distruzione portata dai Longobardi in Italia, per cui ne esistevano comunque poche già allora. Sappiamo che fu lui a far uscire dal monastero il monaco Gregorio e a ordinarlo diacono per rafforzare il suo corpo amministrativo, preparando così il terreno al futuro Papa Gregorio I.
Morì il 30 luglio 579 e fu sepolto nella sagrestia della basilica di San Pietro.